# LAW T47
Der  Verbrennungstriebwagen LAW T47 der Kleinbahn Leer–Aurich–Wittmund wurde von der Werkstatt der Gesellschaft aus einem Personenwagen in einen Schlepptriebwagen umgebaut. Das Fahrzeug wurde von der Kleinbahn bis zum Betriebsende 1967 eingesetzt und 1972 verschrottet.

## Geschichte und Fahrzeugbeschreibung
Um den Güterverkehr rentabler zu gestalten, benötigte die Kleinbahn Leer–Aurich–Wittmund ein leistungsfähiges Fahrzeug, da die vorhandenen Diesellokomotiven den Rollbockverkehr nicht bewältigen konnten. So entstand aus einem vierachsigen Personenwagen, der 1899 von der Waggonfabrik Herbrand gebaut worden war, 1955/56 in der Werkstatt Aurich ein Schlepptriebwagen.
Der Wagenkasten wurde gekürzt sowie in der Wagenmitte eine große Schiebetür als Zugang zur Ladefläche und zu den Führerständen eingebaut. Der Triebwagen erhielt einen Dieselmotor von Büssing mit einem Differentialwandlergetriebe, welches in Unterflurbauweise eingebaut war. Die Drehgestelle des Spenderwagens wurden gegen zwei einzelne Achsen getauscht. Durch eine hochgelegte Zug- und Stoßeinrichtung in Normalspurausführung konnten Züge mit aufgebockten Regelspurfahrzeugen ohne Zwischenwagen befördert werden. Daneben verfügte der Triebwagen auch über die bei der Bahngesellschaft übliche Balancierhebelkupplung. Ausgerüstet war der Wagen mit einer Druckluftbremse.
Zunächst war der Triebwagen oben elfenbein und unten rot lackiert, die letzten Jahre war der Wagenkasten grün, das Dach hellgrau.

## Einsatz
Der Einsatz des Triebwagens begann 1957. Während seiner zwölfjährigen Einsatzzeit war der Wagen sparsam im Betrieb und konnte bis zu acht aufgebockte Regelspurwagen befördern.
Die Laufleistungen betrugen zwischen 20.000 und 25.000 Kilometer im Jahr, weil sich die für diese Dienste gedachte LAW D 12 im Betrieb nicht sonderlich bewährte. Als die LAW D 8 1967 den Großteil des Güterverkehrs übernahm, wurde der T47 auf Grund seines geringeren Gewichtes auf dem Streckenabschnitt von Esens nach Aurich eingesetzt.
Nach der Streckenstilllegung wurde er für den Abbauzug verwendet und beförderte 1969 den letzten Zug. Nach der Ausmusterung sollte das Fahrzeug verkauft werden. Es fand sich aber kein Käufer für den Wagen, sodass er 1972 verschrottet wurde.